# Erbendorf
Erbendorf település Németországban, azon belül Bajorországban. Lakosainak száma 5088 fő (2023. december 31.). Erbendorf Waldershof és Pullenreuth községekkel határos.

## Népesség
A település népessége az elmúlt években az alábbi módon változott:
| Lakosok száma | 1433 | 2874 | 4475 | 5257 | 5215 | 5158 | 5150 | 5097 | 5022 | 5088 |
|               | 1875 | 1950 | 1975 | 2010 | 2012 | 2013 | 2015 | 2017 | 2021 | 2023 |